# Guadalupe Victoria, Ocosingo
Guadalupe Victoria är en ort i Mexiko.   Den ligger i kommunen Ocosingo och delstaten Chiapas, i den sydöstra delen av landet, 800 km öster om huvudstaden Mexico City. Guadalupe Victoria ligger 771 meter över havet och antalet invånare är 396.
Terrängen runt Guadalupe Victoria är kuperad åt nordost, men åt sydväst är den bergig. Guadalupe Victoria ligger nere i en dal. Runt Guadalupe Victoria är det glesbefolkat, med 16 invånare per kvadratkilometer. Närmaste större samhälle är Ocosingo, 19,8 km sydväst om Guadalupe Victoria. Omgivningarna runt Guadalupe Victoria är en mosaik av jordbruksmark och naturlig växtlighet.